# Марьино (Турковский район)
Ма́рьино — село в Турковском районе Саратовской области. Входит в состав Рязанского сельского поселения.

## История
XIX век. В "списках населенных мест по сведениям 1859 года..." записано: "село Марьино при р.Большом Карае и входило в состав 1-го стана Балашовского уезда Саратовской губернии. Село Марьино было владельческим.

## Население
| 2002 | 2010 |
| ---- | ---- |
| 297  | ↘243 |

## Ссылка
"XXXVIII. Саратовская губерния. Список населенных мест по сведениям 1859 года", Санкт-Петербург, 1862, стр. п.690